# Carl Grönvall (militär)
Carl Wilhelm Gabriel Grönvall,  född den 4 augusti 1845 i Göteborg, död den 27 mars 1916 i Jönköping, var en svensk militär. Han var bror till Ernst Grönvall.
Grönvall blev underlöjtnant vid Göta artilleriregemente 1865, löjtnant där 1872 och kapten där 1878. Han befordrades till major vid Andra Göta artilleriregemente 1894 och överstelöjtnant där 1898. Grönvall var tillförordnad chef vid regementet 1902. Han blev överste i armén 1903 och beviljades avsked 1911. Grönvall blev riddare av Svärdsorden 1888.